# چیلهام
چیلهام (به انگلیسی: Chilham) یک روستا و محله مدنی در بریتانیا است که در Ashford واقع شده‌است. چیلهام ۱۳٫۸۵ کیلومتر مربع مساحت و ۱٬۱۲۴ نفر جمعیت دارد.